# Olympische Sommerspiele 1964/Teilnehmer (Iran)
| Gelbes Symbol für Goldmedaillen mit stilisierten Olympischen Ringen | Graues Symbol für Silbermedaillen mit stilisierten Olympischen Ringen | Braundes Symbol für Bronzemedaillen mit stilisierten Olympischen Ringen |
| ------------------------------------------------------------------- | --------------------------------------------------------------------- | ----------------------------------------------------------------------- |
| —                                                                   | —                                                                     | 2                                                                       |

Iran nahm an den Olympischen Sommerspielen 1964 in Tokio mit einer Delegation von 62 Athleten (58 Männer und 4 Frauen) an 58 Wettkämpfen in elf Sportarten teil.
Die iranischen Sportler gewannen zwei Bronzemedaillen, womit der Iran den 34. Platz im Medaillenspiegel belegte. Die Freistilringer Ali Akbar Heidari und Mohammad-Ali Sanatkaran belegten jeweils im  Fliegengewicht bzw. im Weltergewicht den dritten Platz.

## Teilnehmer nach Sportarten

### Boxen
- Nasser Aghaie
Fliegengewicht: in der 1. Runde ausgeschieden

- Sadegh Aliakbarzadeh
Bantamgewicht: in der 1. Runde ausgeschieden

- Hassan Pakandam
Leichtgewicht: in der 1. Runde ausgeschieden

- Nadimi Ghasre Dashti
Halbweltergewicht: im Achtelfinale ausgeschieden

- Sayed Mahmoudpour Roudsari
Weltergewicht: in der 1. Runde ausgeschieden

### Fechten
Männer
- Nasser Madani
Florett: 17. Platz
Säbel in der Vorrunde ausgeschieden
Florett Mannschaft: in der Vorrunde ausgeschieden
Degen Mannschaft: in der Vorrunde ausgeschieden
Säbel Mannschaft: in der Vorrunde ausgeschieden

- Houshmand Almasi
Florett: in der Vorrunde ausgeschieden
Degen: in der Vorrunde ausgeschieden
Säbel in der Vorrunde ausgeschieden
Florett Mannschaft: in der Vorrunde ausgeschieden
Degen Mannschaft: in der Vorrunde ausgeschieden
Säbel Mannschaft: in der Vorrunde ausgeschieden

- Bizhan Zarnegar
Florett: in der Vorrunde ausgeschieden
Degen: in der Vorrunde ausgeschieden
Säbel in der Vorrunde ausgeschieden
Florett Mannschaft: in der Vorrunde ausgeschieden
Degen Mannschaft: in der Vorrunde ausgeschieden
Säbel Mannschaft: in der Vorrunde ausgeschieden

- Shahpour Zarnegar
Degen: in der Vorrunde ausgeschieden
Florett Mannschaft: in der Vorrunde ausgeschieden
Degen Mannschaft: in der Vorrunde ausgeschieden
Säbel Mannschaft: in der Vorrunde ausgeschieden

### Fußball
Männer
- in der Gruppenphase ausgeschieden
Abdullah Sayedi
Ali Mirzai
Aziz Asli
Darioush Mostafavi
Fariborz Esmaili
Gholam Hussain Nourian
Hassan Habibi
Jalal Talebi
Kambozia Jamali
Karam Naierlou
Mansour Amirasefi
Hossein Khodaparast
Mohamed Bayati
Mostafa Arab
Parviz Ghelichkhani
Nader Latifi

### Gewichtheben
- Rajabi Eslami
Bantamgewicht: 10. Platz

- Mohammad Nassiri
Bantamgewicht: 15. Platz

- Parviz Jalayer
Leichtgewicht: 7. Platz

- Reza Estaki
Halbschwergewicht: 12. Platz

- Manuchehr Borumand
Schwergewicht: 12. Platz

### Leichtathletik
Männer
- Akbar Babakhanlou
100 m: im Vorlauf ausgeschieden

- Vahab Shahkhordeh
200 m: im Vorlauf ausgeschieden

- Hossein Ghafourizadeh
400 m: im Vorlauf ausgeschieden

- Ibrahim Yazdan Panah
800 m: im Vorlauf ausgeschieden
1500 m: im Vorlauf ausgeschieden

- Sayed Mirza Molimadail
Diskuswurf: 27. Platz

Frauen
- Nazli Bayat Makou
Hochsprung: ohne gültige Höhe

- Simin Safamehr
Weitsprung: 31. Platz

- Juliette Geverkof
Kugelstoßen: 16. Platz
Diskuswurf: 21. Platz

### Radsport
- Mashallah Amin Sorour
Straßenrennen: 81. Platz
Mannschaftszeitfahren: 22. Platz

- Sayed Esmail Hosseini
Straßenrennen: 99. Platz
Mannschaftszeitfahren: 22. Platz

- Akbar Poudeh
Straßenrennen: 101. Platz
Mannschaftszeitfahren: 22. Platz

- Davoud Akhlagi
Straßenrennen: Rennen nicht beendet
Mannschaftszeitfahren: 22. Platz

### Ringen
- Ahmad Khoshoi
Fliegengewicht, griechisch-römisch: in der 2. Runde ausschieden

- Siavash Shafizadeh
Bantamgewicht, griechisch-römisch: in der 2. Runde ausschieden

- Rasoul Mir Malek
Federgewicht, griechisch-römisch: 6. Platz

- Hossein Mollaghasemi
Leichtgewicht, griechisch-römisch: in der 2. Runde ausschieden

- Asghar Zoghian
Weltergewicht, griechisch-römisch: in der 4. Runde ausschieden

- Ali Akbar Heidari
Fliegengewicht, Freistil: Bronze

- Abdullah Khodabandeh
Bantamgewicht, Freistil: in der 3. Runde ausschieden

- Mohammad Ebrahim Seifpour
Federgewicht, Freistil: 6. Platz

- Abdollah Movahed
Leichtgewicht, Freistil: 5. Platz

- Mohammad-Ali Sanatkaran
Weltergewicht, Freistil: Bronze

- Mansour Mehdizadeh
Mittelgewicht, Freistil: 4. Platz

- Gholamreza Takhti
Halbschwergewicht, Freistil: 4. Platz

### Schießen
- Nosratollah Momtahen
Freie Pistole 50 m: 52. Platz

- Nasser Sharifi
Kleinkalibergewehr Dreistellungskampf 50 m: 53. Platz

- Gholam Hossein Mobaser
Kleinkalibergewehr liegend 50 m: 61. Platz

- Mohammad Jafar Kalani
Kleinkalibergewehr liegend 50 m: 64. Platz

### Schwimmen
- Haydar Shonjani
100 m Freistil: im Vorlauf ausgeschieden

### Turnen
Männer
- Jalal Bazargan-Vali
Einzelmehrkampf: 118. Platz
Boden: 123. Platz
Pferdsprung: 103. Platz
Barren: 116. Platz
Reck: 116. Platz
Ringe: 116. Platz
Seitpferd: 113. Platz

Frauen
- Jamileh Sorouri
Einzelmehrkampf: 82. Platz
Boden: 83. Platz
Pferdsprung: 81. Platz
Stufenbarren: 82. Platz
Schwebebalken: 81. Platz

### Wasserspringen
Männer
- Manucher Fasihi
Kunstspringen 3 m: 26. Platz